# Henschel Hs 117
L'Henschel Hs 117 Schmetterling (farfalla) era un missile terra-aria progettato da Herbert Wagner in collaborazione con Hellmuth Walter per la parte motoristica e realizzato dall'azienda tedesca Henschel Flugzeugwerke AG con compiti di difesa aerea a corto raggio.

## Storia del progetto
Il progetto dell'Henschel Hs 117 venne proposto dall'ingegner Henschel nel 1941 presso il Reichsluftfahrtministerium (RLM), il ministero che nella Germania nazista gestiva l'intera aviazione tedesca. Inizialmente rifiutato, il missile venne rivalutato nel 1943, quando le sorti della guerra iniziarono a essere sfavorevoli per la Germania.
Adottato dalla Luftwaffe che ne equipaggiava i reparti contraerei di terra, non entrò in servizio prima della fine della seconda guerra mondiale.

## Utilizzatori
Germania
- Luftwaffe